# Frastanz
Frastanz – gmina targowa w Austrii, w kraju związkowym Vorarlberg, w powiecie Feldkirch. Według Austriackiego Urzędu Statystycznego liczyła 6321 mieszkańców (1 stycznia 2015).